# Wywiad agenturalny
Wywiad agenturalny – pozyskiwanie informacji poprzez wszystkie dostępne osobowe źródła informacji.
Jest to sieć agentów wpływu, szpiegów, dywersantów, osobowe źródła informacji służb specjalnych państw (np. Głównego Zarządu Bezpieczeństwa Państwowego, Służby Wywiadu Wojskowego, Gestapo, CIA itp.), organizacji pozarządowych w tym niezwiązanych z państwem działająca na terenie suwerennego lub zawojowanego państwa na rzecz interesów obcego państwa, państw albo organizacji międzynarodowych. Służąca systematycznej i masowej działalności operacyjnej poprzez działania psychologiczne, działania wywiadowcze, inwigilację czynnej lub potencjalnej działalności społeczeństwa, by wpływać na jego działania w sposób korzystny dla osób zadaniujących funkcjonariuszy kierujących agenturą.